# Erik Johnson
Erik Robert Johnson, född 21 mars 1988, är en amerikansk professionell ishockeyback som spelar för Colorado Avalanche i National Hockey League (NHL). Han har tidigare spelat för St. Louis Blues, Buffalo Sabres och Philadelphia Flyers samt representerat USA i flera turneringar.

## Spelarkarriär
Johnson draftades 2006 som första spelare totalt av St. Louis Blues men kom inte att debutera först 2007.
Johnsons första mål i NHL kom redan efter två spelade matcher i en match mot Los Angeles Kings där målet blev matchavgörande.
Inför säsongen 2008–09 var Johnson med om en golfbilsolycka som gjorde att han missade hela säsongen. Säsongen 2009–10 var Johnson åter tillbaka från sin långtidsskada och spelade sammanlagt 79 matcher och svarade för tio mål och 39 poäng.
19 februari 2011 stod det klart att Erik Johnson tillsammans med Jay McClement trejdats till Colorado Avalanche i utbyte mot Chris Stewart och Kevin Shattenkirk. Redan i sin andra match för Avalanche gjorde Johnson sitt första mål med sitt nya lag då Avalanche vann över Blues med 4-3. Totalt gjorde Johnson tio poäng på de 22 matcher han hann spela för Avalanche säsongen 2010–11.
4 juli 2012 skrev Erik Johnson ett fyraårskontrakt med Colorado värt $15 miljoner dollar. 10 januari 2015 blev Johnson uttagen till NHL All-Star Game 2015. Vid den tidpunkten var Johnson i topp i poängligan för backar i ligan.
22 september 2015 signerade Johnson ett sjuårskontrakt värt $42 miljoner dollar, vilket gjorde honom då till den bäst betalda spelaren i Avalanche och 11:e mest bland backar i ligan.
Under säsongen 2017–18, den 3 december 2017 fullbordade Johnson sin 600:e match i ligan. Vid den tidpunkten spelade han mest bland alla i Avalanche och femte mest i ligan med ett snitt på 26:24 minuter speltid per match. Johnson blev avstängd två matcher 17 december 2017 efter en boarding på Vladislav Namestnikov i Tampa Bay Lightning.
Johnson var med och vann Stanley Cup med Avalanche när laget besegrade Tampa Bay Lightning med 4-2 i matcher 2022. Efter nästkommande säsong som free agent skrev Johnson på för Buffalo Sabres den 1 juli 2023. Under säsongen 2023–24 med Sabres så trejdades han till Philadelphia Flyers den 8 mars 2024 i utbyte mot ett draftval i fjärde rundan.
16 november 2024 blev Johnson den 403:e spelaren att nå milstolpen 1000 matcher i ligan. 7 mars 2025 vid trade deadline trejdades Johnson tillbaka till Colorado Avalanche i utbyte mot Givani Smith.

## Internationellt
Som en produkt från den amerikanska NTDP gjorde Johnson först sin internationella debut för USA vid 2005 World U17 Hockey Challenge. Samma år fick han en guldmedalj som 17-årig vid 2005 IIHF World U18 Championships. Johnson gjorde tio poäng i sex matcher i U18-VM 2006 för att hjälpa USA att behålla guldmedaljen och valdes samtidigt till Bob Johnson Award-vinnaren som den bästa amerikanska spelaren i internationell konkurrens.
Johnson var uttagen i det amerikanska juniorlaget som vann en bronsmedalj i Juniorvärldsmästerskapet i ishockey 2007. Han namngavs till turneringens All-Star Team och utsågs till turneringens bästa back. Johnson avslutade turneringen med fyra mål och tio poäng och blev den första försvararen som ledde turneringen i poängligan.
Som representant för det amerikanska laget vid Vinter OS 2010 i Vancouver så fick Johnson fick en silvermedalj efter att ha förlorat i övertid mot Kanada i finalen.
Johnson blev uttagen i World Cup 2016 för Team USA.

## Statistik

### Klubbkarriär
| 2003–04    | Academy of Holy Angels   | MNHS       | 31   | 13 | 21  | 34  |     | —  | — | — | —  | —  |
| 2004–05    | NTDP                     | USDP       | 54   | 11 | 15  | 26  | 27  | —  | — | — | —  | —  |
| 2005–06    | NTDP                     | USDP       | 47   | 16 | 33  | 49  | 89  | —  | — | — | —  | —  |
| 2006–07    | Minnesota Golden Gophers | WCHA       | 41   | 4  | 20  | 24  | 50  | —  | — | — | —  | —  |
| 2007–08    | St. Louis Blues          | NHL        | 69   | 5  | 28  | 33  | 30  | —  | — | — | —  | —  |
| 2007–08    | Peoria Rivermen          | AHL        | 1    | 0  | 0   | 0   | 2   | —  | — | — | —  | —  |
| 2009–10    | St. Louis Blues          | NHL        | 79   | 10 | 29  | 39  | 79  | —  | — | — | —  | —  |
| 2010–11    | St. Louis Blues          | NHL        | 55   | 5  | 14  | 19  | 37  | —  | — | — | —  | —  |
| 2010–11    | Colorado Avalanche       | NHL        | 22   | 3  | 7   | 10  | 19  | —  | — | — | —  | —  |
| 2011–12    | Colorado Avalanche       | NHL        | 73   | 4  | 22  | 26  | 26  | —  | — | — | —  | —  |
| 2012–13    | Colorado Avalanche       | NHL        | 30   | 0  | 4   | 4   | 18  | —  | — | — | —  | —  |
| 2013–14    | Colorado Avalanche       | NHL        | 80   | 9  | 30  | 39  | 61  | 7  | 1 | 1 | 2  | 2  |
| 2014–15    | Colorado Avalanche       | NHL        | 47   | 12 | 11  | 23  | 33  | —  | — | — | —  | —  |
| 2015–16    | Colorado Avalanche       | NHL        | 73   | 11 | 16  | 27  | 50  | —  | — | — | —  | —  |
| 2016–17    | Colorado Avalanche       | NHL        | 46   | 2  | 15  | 17  | 9   | —  | — | — | —  | —  |
| 2017–18    | Colorado Avalanche       | NHL        | 62   | 9  | 16  | 25  | 58  | —  | — | — | —  | —  |
| 2018–19    | Colorado Avalanche       | NHL        | 80   | 7  | 18  | 25  | 38  | 12 | 2 | 1 | 3  | 4  |
| 2019–20    | Colorado Avalanche       | NHL        | 59   | 3  | 13  | 16  | 20  | 9  | 0 | 2 | 2  | —  |
| 2020–21    | Colorado Avalanche       | NHL        | 4    | 0  | 1   | 1   | 2   | —  | — | — | —  | —  |
| 2021–22    | Colorado Avalanche       | NHL        | 77   | 8  | 17  | 25  | 24  | 20 | 1 | 4 | 5  | 4  |
| 2022–23    | Colorado Avalanche       | NHL        | 63   | 0  | 8   | 8   | 12  | 7  | 1 | 0 | 1  | 0  |
| 2023–24    | Buffalo Sabres           | NHL        | 50   | 3  | 0   | 3   | 24  | —  | — | — | —  | —  |
| 2023–24    | Philadelphia Flyers      | NHL        | 17   | 2  | 1   | 3   | 2   | —  | — | — | —  | —  |
| 2024–25    | Philadelphia Flyers      | NHL        | 22   | 1  | 2   | 3   | 11  | —  | — | — | —  | —  |
| 2024–25    | Colorado Avalanche       | NHL        | 14   | 1  | 1   | 2   | 4   | 2  | 0 | 0 | 0  | 0  |
| NHL totalt | NHL totalt               | NHL totalt | 1023 | 95 | 253 | 348 | 555 | 57 | 5 | 8 | 13 | 10 |

### Internationellt
| År            | Lag           | Turnering     |    | Matcher | Mål | Assist | Poäng | Utv |
| ------------- | ------------- | ------------- | -- | ------- | --- | ------ | ----- | --- |
| 2005          | USA           | WHC17         | 6  | 0       | 0   | 0      | 0     |     |
| 2006          | USA           | U18-VM        | 6  | 4       | 6   | 10     | 27    |     |
| 2006          | USA           | JVM           | 7  | 1       | 3   | 4      | 18    |     |
| 2007          | USA           | JVM           | 7  | 4       | 6   | 10     | 16    |     |
| 2007          | USA           | VM            | 7  | 0       | 2   | 2      | 4     |     |
| 2010          | USA           | OS            | 6  | 1       | 0   | 1      | 4     |     |
| 2013          | USA           | VM            | 10 | 2       | 2   | 4      | 20    |     |
| 2016          | USA           | WCH           | 2  | 0       | 0   | 0      | 2     |     |
| Junior totalt | Junior totalt | Junior totalt | 31 | 11      | 15  | 26     | 65    |     |
| Senior totalt | Senior totalt | Senior totalt | 25 | 3       | 4   | 7      | 30    |     |

## Meriter och utmärkelser
| Merit                                 | År   |
| ------------------------------------- | ---- |
| College                               |      |
| All-WCHA Rookie Team                  | 2007 |
| NHL                                   |      |
| NHL YoungStars Game                   | 2008 |
| NHL All-Star Game                     | 2015 |
| Stanley Cup champion                  | 2022 |
| International                         |      |
| JVM Best Defenseman Directorate Award | 2007 |
| WJC All-Star Team                     | 2007 |